# Mulemba
A "mulemba" (Ficus thonningii) ou "figueira-africana" é árvore da família das Moráceas, de seiva leitosa de tom rosado. Apresenta porte elevado, chegando a atingir 15-20m de altura. A copa é volumosa e muito ramificada, sendo muito apreciada pela sombra que produz. Dá-se em terrenos secos e arenosos. Apresenta raízes aéreas, conhecidas popularmente por "barbas". As infrutescências, tecnicamente sicónios, com 8–12 mm de diâmetro, nascem nas axilas das folhas.
As folhas são simples, de verde brilhante escuro, finas como papel, lisas ou ligeiramente rugosas, de margem lisa, elíptica ou oblonga, por vezes bastante compridas, agrupadas em extremidades nos galhos.
O nome genérico vem do latim clássico “ficus” (figueira de cultivo) derivada da palavra Persa fica e o epíteto foi dado em honra do coleccionador de plantas dinamarquês Peter Thonning (1775-1848).

## Descrição
A mulemba é a árvore real Angolana, servindo de sombra onde se reuniam os chefes e reis. O visco (seiva leitosa muito adesiva) da mulemba, ligeiramente desidratado, é usado para apanhar pássaros.

## Ecologia e distribuição

### Habitat natural
A espécie encontra-se amplamente espalhada nas florestas dos planaltos, prados abertos, zonas ribeirinhas e rochosas e, por vezes, na savana.

### Distribuição geográfica
Ocorre naturalmente em Angola, Benim, Botsuana, Burkina Faso, Camarões, República Centro Africana, Chade, Congo, Costa do Marfim, República Democrática do Congo (ex-Zaire), Djibuti, Eritreia, Etiópia, Gana, Guiné-Bissau, Quénia, Madagáscar, Malaui, Moçambique, Namíbia, Nigéria, Ruanda, Senegal, Serra Leoa, África do Sul, Sudão, Essuatíni, Tanzânia, Togo, Uganda, Zâmbia e Zimbábue.

### Limites biofísicos
Esta espécie cresce numa ampla variedade de solos, em especial nos favorecidos pela luz, profundos e bem drenados, com uma precipitação média anual a variar entre os 750–2000 mm. Em termos de altitude, é comum encontrar exemplares entre os 1000–2500 m acima do nível médio do mar.

### Biologia reprodutiva
Flores unisexuadas, polinizadas por pequenas vespas, que se desenvolvem em algumas das flores e vivem em simbiose no interior do sicónio.
A dispersão das sementes é feita pelos morcegos. e por aves, que consomem as infrutescências. No sul de África, a floração e frutificação, ocorrem a para a maior parte do ano, sendo o pico em Outubro.